# Nadja Zgonik
Nadja Zgonik, slovenska umetnostna zgodovinarka, * 25. januar 1964, Postojna.

## Življenje in delo
Izredna profesorica za umetnostno zgodovino na ljubljanski ALUO Nadja Zgonik je leta 1988 diplomirala Filozofski fakulteti in prav tam 1997 tudi doktorirala. V letih 1986-1987 je delala v ljubljanski Moderni galeriji, od 1989 pa je zaposlena na ALUO, kjer je postala 1997 docentka. Zgonikova se v raziskovalnem delu posveča proučevanju slovenske umetnosti 20. stoletja, zlasti slikarstvu. Ukvarja se tudi s teorijo umetnosti modernizma in raziskuje problem nacionalne identitete v likovni umetnosti. (Podobe slovenstva (COBISS) ). Napisala je več monografskih študij, med drugimi tudi: Marij Pregelj: tapiserije iz butika Koteks Tobus (COBISS); Marij Pregelj: risba v sliko (COBISS) in druge. Kot selektorica ali kustosinja je sodelovala pri več razstavah (Gustav Gnamuš; Gabrijel Stupica in drugih) ter pripravila predstavitve slovenske umetnosti v tujini. Piše tudi likovne kritike.